# Tripilatus elegans
Tripilatus elegans is een hooiwagen uit de familie Cranaidae.